# Volker Busch

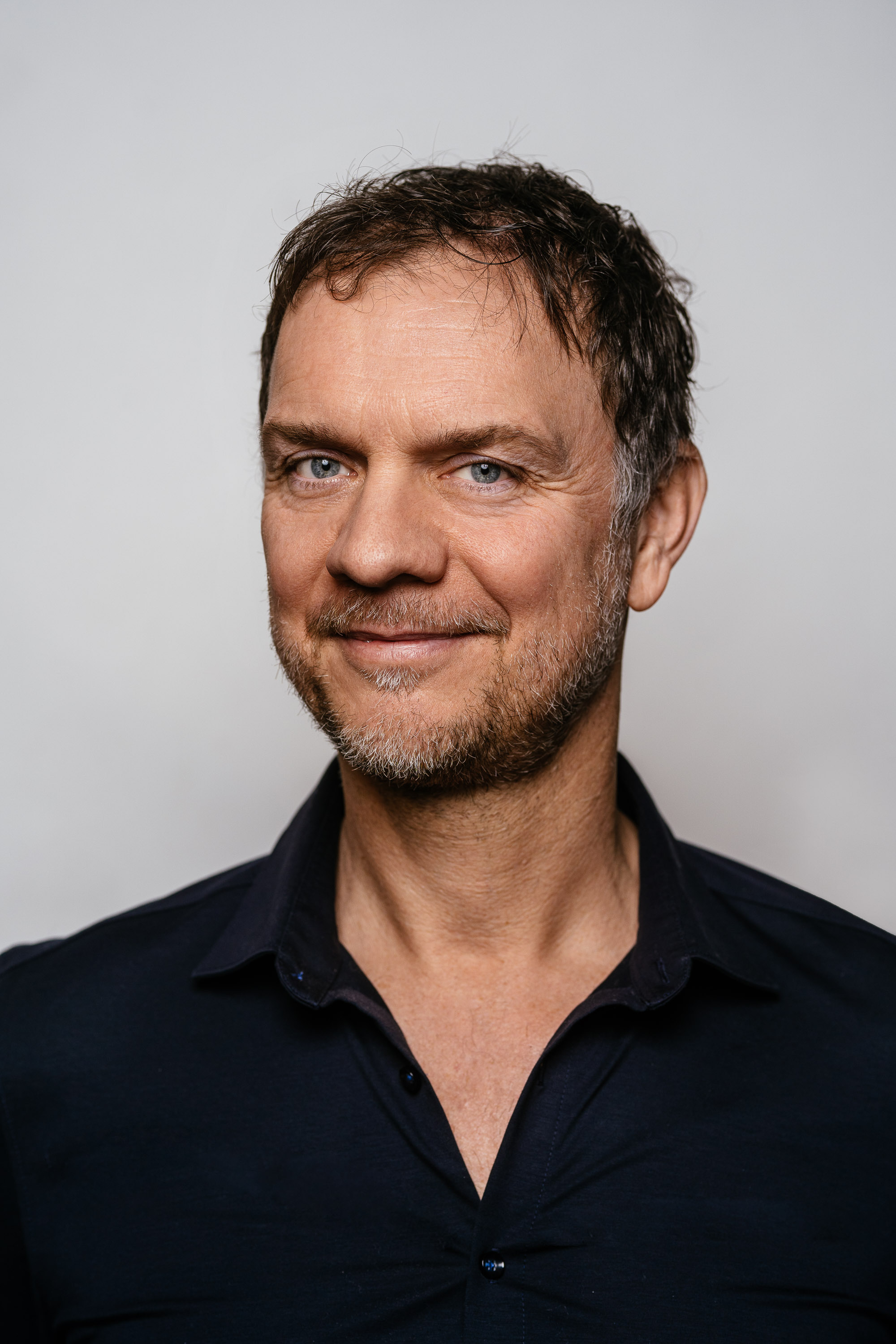
Volker Busch, 2024

Volker Busch (* 2. Dezember 1971 in Neuwied) ist ein deutscher Wissenschaftler, Psychiater und Neurologe. Bekannt wurde er als Autor von populärwissenschaftlichen Büchern, Vortragsredner und Podcaster. Zwei seiner Bücher sind Bestseller auf der Spiegel-Bestsellerliste.

## Persönliches
Busch ist der Sohn einer Lehrerin und eines Industriekaufmanns. Von 1978 bis 1982 besuchte er die St. Georg-Grundschule in Neuwied und danach das Rhein-Wied-Gymnasium, wo er 1991 das Abitur ablegte.
Nach dem Abitur absolvierte Busch seinen Zivildienst beim Deutschen Roten Kreuz (DRK), währenddessen er sich als Rettungssanitäter ausbilden ließ. Von 1992 bis 1993 arbeitete er mit einem Zeitarbeitsvertrag im Rettungsdienst beim DRK und wurde später Ausbilder für Sanitätshelfer. Die Tätigkeiten als Rettungssanitäter im Fahrdienst und im Ausbildungsdienst beim DRK übte er auch regelmäßig neben seinem Studium der Medizin aus. Als ausgebildeter Rettungsschwimmer war er in den 1990er Jahren zeitweise bei der DLRG beschäftigt.
Volker Busch ist verheiratet und hat zwei Kinder. Mit seiner Familie lebt er in Regensburg.

## Beruflicher Werdegang
Im Jahr 1993 nahm Busch das Studium der Humanmedizin an der Martin-Luther-Universität Halle-Wittenberg auf und legte 1995 das Physikum, 1996 das erste und 1999 das zweite Staatsexamen ab. Seine Famulaturen absolvierte er für je zwei Monate am St. Elisabeth Krankenhaus in Neuwied (Chirurgie) und in einer Arztpraxis in Halle (Innere Medizin). Er wechselte zur Universität Regensburg, wo er nach seinem praktischen Jahr das Studium mit dem dritten Staatsexamen im Jahr 2000 abschloss. Die Approbation erlangte er 2001.  Als Arzt im Praktikum (AiP) nahm er seine Tätigkeit in der Neurologie am Universitätsklinikum Regensburg auf und arbeitete dort ab Juli 2002 als Assistenzarzt. Ebenfalls 2002 erfolgte die Promotion auf dem Gebiet der Schlafmedizin. Andreas Marneros betreute die Dissertation als Erstgutachter, 2007 wurde sie unter dem Titel Schlafstörungen und Persönlichkeit veröffentlicht.
Facharzt für Neurologie wurde Busch im Jahr 2007 und 2012 Facharzt für Psychiatrie und Psychotherapie mit dem Schwerpunkt Verhaltenstherapie. Er habilitierte 2013 im Fach Psychiatrie. Seine Habilitationsschrift befasste sich mit Grundlagenforschung zur Neurophysiologie von Stress- und Schmerzerkrankungen. Die außerplanmäßige Professur mit Lehrverantwortung wurde 2020 verliehen.
In der Klinik für Psychiatrie und Psychotherapie der Universität Regensburg leitet Busch die Arbeitsgruppe Psychosozialer Stress und Schmerz. Die wissenschaftliche Arbeitsgruppe dient der Erforschung von psychosozialem Stress, chronischen Schmerzen und psychosomatischen Beschwerden, sowie ihrer emotionalen Verarbeitung.
Nach mehrjähriger oberärztlicher Tätigkeit arbeitet Busch seit 2016 in der dortigen Institutsambulanz und bietet dort psychosoziale Unterstützung, ebensolche Beratung und Psychotherapie an.
Im Rahmen seiner Aus- und Weiterbildungen erwarb Busch ärztliche Zusatzbezeichnungen in den Gebieten der Schmerzpsychotherapie, Sportmedizin, Ernährungsmedizin und Naturheilkunde.
Jenseits der Ausbildung zum Arzt erwarb er Abschlüsse als Ausbilder für Sofortmaßnahmen und Erste Hilfe, als Ausbilder für Einsatzersthelfer A und Einsatzersthelfer B und als Ausbilder für Erste Hilfe am Kind und Säuglingsreanimation.

## Wissenschaftskommunikation
Neben klinischer und wissenschaftlicher Arbeit spezialisierte sich Busch auf Wissenschaftskommunikation und schreibt als Autor Artikel, Kolumnen, Blogs und Sachbücher zu den Themen mentale Gesundheit, Leistung, Motivation und die Frage von Veränderung zum Positiven. Er betreibt unter dem Titel Kopfsachen einen Blog, stellt auf YouTube unter dem Hashtag Hirnhäppchen eine Reihe mit Kurzvideos zur Verfügung und bestückt seine Podcast-Reihe Gehirn Gehört regelmäßig mit neuen Folgen, die „unter den Top 20 der Wissenschaftscharts bei Spotify und Itunes“ [sic!] rangieren. Buschtrommel nennt er seinen Newsletter, den er auf seiner Website für angemeldete Benutzer viermal im Jahr mit Neuigkeiten aus Neurowissenschaft und Psychologie herausgibt. In seinem Buschlet teilt er mit, was ihn antreibt, für welche Themen er als Vortragsredner besonders gefragt ist und wie er bewertet wird. Unter vielen anderen äußerten sich beispielsweise Judith Rakers und Hans-Dietrich Genscher.
Im Februar 2022 gab Busch dem Verleger Julien Backhaus ein ausführliches Interview, in dem er über sich und seine Arbeit sprach.

### Vortragstätigkeit
Busch spricht für die breite Öffentlichkeit sowie für Fach- und Führungskräfte auf verschiedenen Veranstaltungen von Unternehmen und Organisationen als Vortragsredner mit Expertise für das menschliche Gehirn. Er hält Vorträge auf Tagungen und wissenschaftliche Konferenzen, Messen und öffentlichen Veranstaltungen, aber auch in „Unternehmen, Behörden, Instituten, Verbänden, Stiftungen, Vereinen und Schulen“, und trägt zu Dokumentationen unterschiedlicher Radio- und Fernsehformate bei.
Beispielsweise hielt Busch als Gastredner im Oktober 2023 unter dem Titel Glück hat, wer zufrieden ist den Eröffnungsvortrag auf dem Kongress der Deutschen Gesellschaft für Orthopädie und Unfallchirurgie (DGOU) in Berlin, der als Highlight angekündigt war.

### Podcasting
Unter dem Titel Gehirn gehört legte Volker Busch 2020 einen eigenen Kanal an, der unter anderem auf der Plattform podcast.de zu finden ist. Dort veröffentlicht er in unregelmäßigen Abständen neue Podcasts über das Zusammenspiel von Geist und Gehirn. In einem Archiv sind sämtliche Folgen hinterlegt – beginnend mit dem Titel Mut ist machbar! Warum Sie kein Held sein müssen, um mutig zu sein. In diesen Audios wird wissenschaftliche Erkenntnis aus dem Fachgebiet von Busch allgemeinverständlich erklärt, beispielsweise warum „Humor systemrelevant“ ist, warum man sich „vor vorschnellen Meinungen hüten“ sollte, wie man sich „vor Kränkungen schützen“ kann oder was über die schlechten und guten Seiten von Gewohnheiten bekannt ist.

## Publikationen
Volker Busch veröffentlichte verschiedene internationale Publikationen in Form von wissenschaftlichen Originalien, Reviews und Reports in den Gebieten der Neurologie und Psychiatrie. Als wissenschaftlicher Reviewer ist er für verschiedene Fachjournale tätig.
Im Jahr 2002 wurde sein gemeinsam mit Arne May verfasstes Fachbuch über Kopf- und Gesichtsschmerzen herausgegeben. Zwischen 2004 und 2006 erschienen mehrere Kapitel für allgemeinmedizinische Fachbücher.
Im populärwissenschaftlichen Bereich erschien 2021 sein Buch Kopf Frei!, das in mehrere Sprachen übersetzt wurde. Im Netz finden sich Leseproben für die deutsche Ausgabe. Es zählte im Erscheinungsjahr zu den 20 meistgelesen Sachbüchern Deutschlands und war, ebenso wie das 2024 herausgegebene Buch Kopf hoch! auf Bestsellerlisten vertreten.
Volker Busch ist regelmäßiger Gast-Autor und Interviewpartner verschiedener Tages- und Wochenzeitungen, wie beispielsweise beim Stern, der Zeit oder bei Solutions der Handelsblatt Media Group. Im Jahr 2019 erschien im Erfolg Magazin ein Dossier über seine Person und seine Tätigkeiten.

### Wissenschaftliche Werke (Auswahl)
- Einfluß von Persönlichkeitsfaktoren auf das Schlafverhalten junger Erwachsener und Adaptationsprozesse bei polysomnographischen Ableitungen. Dissertation. Martin-Luther-Universität Halle-Wittenberg 2002, doi:10.25673/3265 (uni-halle.de [PDF]).
- Schlafstörungen und Persönlichkeit. Eine Analyse des Einflusses von Persönlichkeitsfaktoren auf das Schlafverhalten junger Erwachsener. VDM Verlag Dr. Müller, Saarbrücken 2007, ISBN 978-3-8364-1509-5.
- Der unmotivierte Patient. Bewusstsein für eine gesunde Lebensweise wecken. In: Journal für Pneumologie. Band 4, Nr. 1, 2016, ISSN 2731-7404.
- Chronischer Schmerz zwischen Akzeptanz und neuer Hoffnung. In: Schmerzmedizin. Band 34, Nr. 4, 2018, ISSN 2194-2536, doi:10.1007/s00940-018-0847-x.
- Mit Arne May: Kopf- und Gesichtsschmerzen. Urban und Fischer, München, Jena 2002, ISBN 3-437-23070-0.
- Mit Charly Gaul: Exercise in Migraine Therapy. Is There Any Evidence for Efficacy? A Critical Review. In: Headache. The Journal of Head and Face Pain. Band 48, Nr. 6, 2008, ISSN 1526-4610, S. 890–899, doi:10.1111/j.1526-4610.2007.01045.x (englisch).
- Mit Uwe Kern, M. Rockland, M. Kohl, F. Birklein: Prävalenz und Risikofaktoren von Phantomschmerzen und Phantomwahrnehmungen in Deutschland. Eine bundesweite Befragung. In: Der Schmerz. Band 23, Nr. 5, 2009, S. 479–488, doi:10.1007/s00482-009-0786-5.
- Mit Walter Magerl, Uwe Kern, Joachim Haas, Göran Hajak, Peter Eichhammer: The Effect of Deep and Slow Breathing on Pain Perception, Autonomic Activity, and Mood Processing. An Experimental Study. In: Pain Medicine. Band 13, Nr. 2, 2012, S. 215–228, doi:10.1111/j.1526-4637.2011.01243.x (englisch).
- Mit Florian Lankes, Stephan Schiekofer, Peter Eichhammer: The effect of alexithymia and depressive feelings on pain perception in somatoform pain disorder. In: Journal of Psychosomatic Research. Band 133, 2020, ISSN 0022-3999, doi:10.1016/j.jpsychores.2020.110101 (englisch, Artikel 110101).

### Buchbeiträge
- Detmar Jobst (Hrsg.): Facharztprüfung Allgemeinmedizin. 3. Auflage. Urban & Fischer, 2010, ISBN 978-3-437-23322-7, Kapitel Neurologische Störungen und Erkrankungen.
- Michael Freytag (Hrsg.): Gestern. Heute. Zukunft: Ideen, die bewegen. Frankfurter Allgemeine Buch, 2017, ISBN 978-3-95601-200-6, Kapitel Was unser Gehirn braucht um gut zu sein. Eine neurowissenschaftliche Perspektive zur modernen Arbeitswelt.
- Ferri Abolhassan (Hrsg.): Wissen.Macht.Spass. Frankfurter Allgemeine Buch, 2021, ISBN 978-3-96251-104-3, Kapitel Informationen und Wissen.

### Populärwissenschaftliche Bücher
- Kopf frei! Wie Sie Klarheit, Konzentration und Kreativität gewinnen. Droemer, München 2021, ISBN 978-3-426-27865-9.
- Kopf hoch! Mental gesund und stark in herausfordernden Zeiten. Droemer, München 2024, ISBN 978-3-426-27916-8.

## Preise und Auszeichnungen
Volker Busch erhielt Forschungsförderungen und Preise.
- 2004 erhielt Busch „die ReFromA Forschungsförderung der Universität Regensburg“.[18]
- 2008 erhielt er „den Wolfram Förderpreis Deutschland für Neurophysiologische Grundlagenforschung zu Stress und Schmerz“.[18]
- Im Juli 2019 wurde Busch in Denver (Colorado) mit dem CSP-Award (Certified Speaking Professional) die höchste internationale Qualitätsauszeichnung für Vortragsredner verliehen.[10]
- 2021 wurde er von der Rhetorik-Akademie Tübingen zum „Speaker des Jahres“ gewählt, weil er in der Lage sei, „Wissenschaft verständlich, praxisnah, humorvoll und spannend“ darzustellen.[19]
- Im März 2024 wurde Busch von Droemer Knaur anlässlich der Veröffentlichung seines Buchs Kopf hoch! zum „Autor des Monats“ gekürt.[20]